# Acanthurus sohal
Acanthurus sohal és una espècie de peix pertanyent a la família dels acantúrids. Va ser descrit el 1775 pel botànic suec Peter Forsskål, deixeble de Carl Linnaeus.
Pot arribar a fer 40 cm de llargària màxima. És un peix marí, associat als esculls i de clima tropical (24 °C-30 °C) que viu normalment entre 0-20 m de fondària. Menja diversos tipus d'algues, principalment del gènere Sargassum. Es troba al mar Roig i el golf Pèrsic. És agressiu i territorial. És inofensiu per als humans.

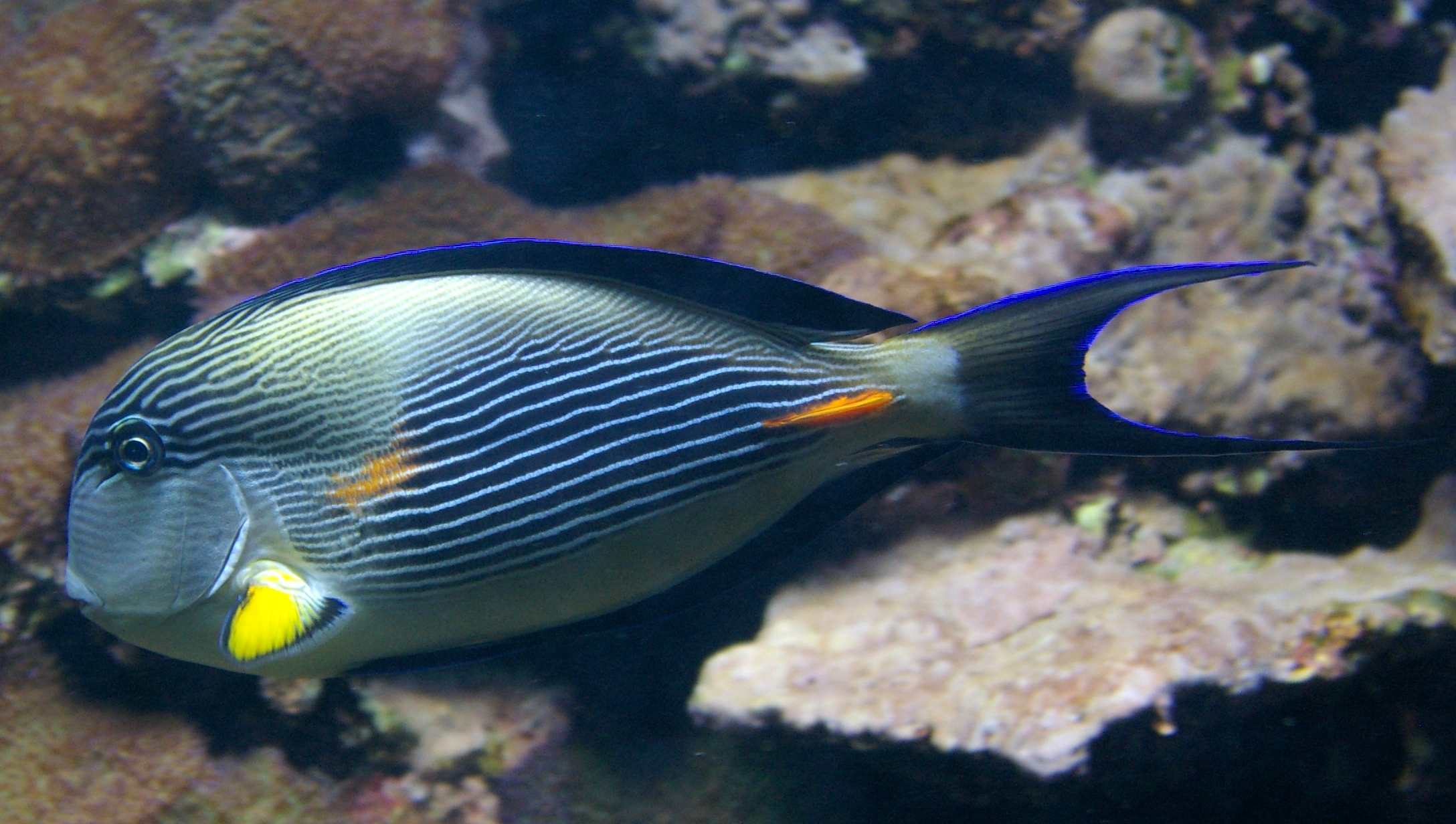
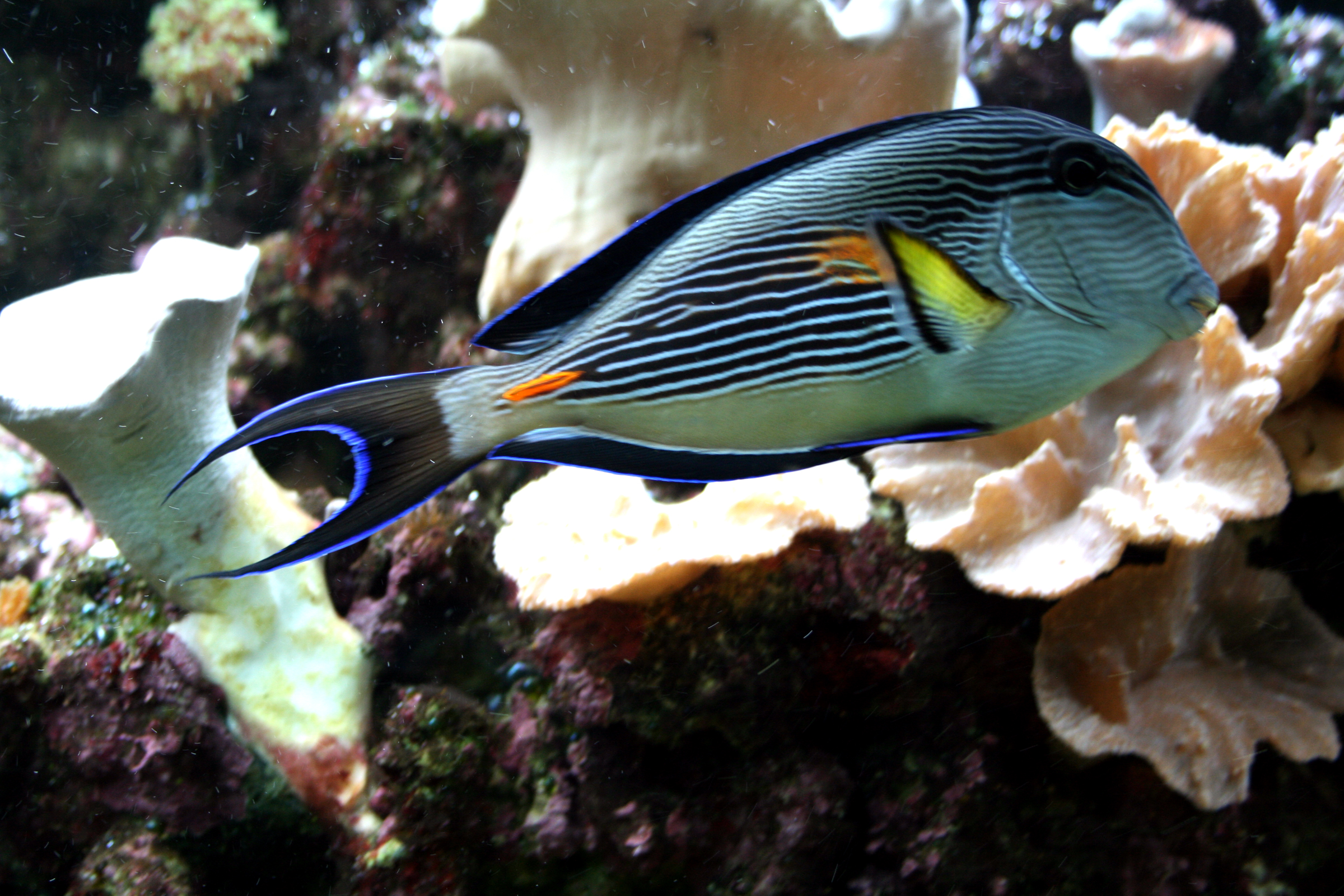